# Alpelenstock
Alpelenstock är en bergstopp i Schweiz. Den ligger i kantonen Nidwalden, i den centrala delen av landet, 70 km öster om huvudstaden Bern. Toppen på Alpelenstock är 1 883 meter över havet.